# Arseny Tarasevich-Nikolaev
Arseny Tarasevich-Nikolaev (Tiếng Nga: Арсений Тарасевич-Николаев, sinh 21 tháng 2 năm 1993) là một nghệ sĩ dương cầm cổ điển người Nga, anh là cháu trai của nghệ sĩ dương cầm Tatiana Nikolayeva. Anh bắt đầu học piano năm 4 tuổi. Anh ra mắt trước công chúng lần đầu tiên năm 9 tuổi, với Dàn nhạc Bryansk City Chamber. Từ năm 2000 đến năm 2011, ông học tại Trường Âm nhạc Trung ương của Nhạc viện Nga Tchaikovsky State Conservatory, nơi mà các giáo viên của ông bao gồm Alexander Mundoyants.

## Cuộc đời và sự nghiệp
Sinh ngày 21 tháng 2 năm 1993 tại Moscow, Nga trong một gia đình yêu âm nhạc cổ điển.
Năm 2011, anh gia nhập Nhạc viện Moscow, tiếp tục học piano với Nikolay Lugansky, Sergey Dorensky, Andrey Pisarev và Pavel Nersessian. Anh tham dự cuộc thi Piano quốc tế Cleveland]] và đoạt giải nhì. Niềm vui của ông là ông đã dành giải nhất trong cuộc thi piano quốc tế Alexander Scriabin tại Moskva năm 2015. Cùng năm đó anh tham dự Cuộc thi piano quốc tế Frédéric Chopin tại Warsaw, vòng sơ bộ và vòng đầu tiên anh qua với số điểm 93,75/100. Nhưng anh không thể giữ được số điểm cao của mình, sang vòng 2, số điểm của anh vụt xuống là 17/100, anh dừng lại ở vòng đó.

## Đĩa CD
Nikolaev ghi âm đĩa đầu tay của mình, bao gồm các tác phẩm của Debussy và Ravel, cho nhãn hiệu Acousence. Năm 2016, ông đoạt giải nhì tại cuộc thi piano quốc tế Sydney. Diễn xuất của anh tại cuộc thi ở Sydney đã dẫn đến một hợp đồng thu âm chung với Tarasevich-Nikolaev bởi Decca Classics và Universal Music Australia.